# Флаг Старорусского района
Флаг Старору́сского муниципального района Новгородской области Российской Федерации — опознавательно-правовой знак, служащий символом официальным муниципального образования, единства его территории, населения, прав и самоуправления.
Флаг утверждён 17 февраля 2003 года как флаг муниципального образования город Старая Русса и Старорусский район, которое после муниципальной реформы было преобразовано в муниципальные образования город Старая Русса и Старорусский муниципальный район. Данных о наделении данного флага статусом флага муниципального образования Старорусский муниципальный район нет.
В уставе муниципального образования город Старая Русса сказано, что до установления собственных официальных символов и утверждения их Советом депутатов города Старая Русса используются официальные символы Новгородской области в соответствии с областным законом от 09.10.1995 № 22-ОЗ «О гербе Новгородской области». 28 февраля 2012 года, решением Совета депутатов города Старая Русса № 108 был утверждён флаг муниципального образования город Старая Русса.

## Описание флага
«Флаг города Старая Русса и Старорусского района представляет собой прямоугольное полотнище из двух горизонтальных полос: нижней — голубого цвета, занимающей 1/3 ширины флага; верхней — белого цвета, занимающей 2/3 ширины флага, в центре которой расположен герб Старой Руссы. Отношение ширины флага к его длине 2:3, материал — шёлк».
Герб представляет собой щит, поделённый пополам, на верхней половине, в серебряном поле, стоит золотое кресло с красной подушкой, на подушке поставлены крестообразно с правой стороны — скипетр, а в левой — крест, на спинке кресла — подсвечник с тремя зажжёнными свечами, по сторонам — изображение двух медведей. В нижней половине, в красном поле, на кирпичной печке стоит железная сковородка, на которой варится соль.